# Güllesheim
Güllesheim é um município da Alemanha localizada no distrito de Altenkirchen, na associação municipal de Verbandsgemeinde Flammersfeld, no estado da Renânia-Palatinado.

## População
| - 1815 – 94 - 1835 – 142 - 1871 – 210 - 1905 – 313 - 1939 – 440 | - 1950 – 467 - 1961 – 583 - 1970 – 642 - 1987 – 721 - 2005 – 674 |